# 27740 Obatomoyuki
27740 Obatomoyuki este un asteroid din centura principală de asteroizi.

## Descriere
27740 Obatomoyuki este un asteroid din centura principală de asteroizi. A fost descoperit pe 20 octombrie 1990 la Geisei de Tsutomu Seki. Asteroidul prezintă o orbită caracterizată de o semiaxă mare de 2,40 ua, o excentricitate de 0,22 și o înclinație de 10,3° în raport cu ecliptica.